# VOCALOOP
VOCALOOPは日本語ボーカルループシーケンサー。東京・秋葉原を拠点に活動するプロジェクトあにぞんによって開発された。